# Bice Mizzi
Bice Mizzi (ur. w 1899, zm. 22 lutego 1985) – maltańska pianistka, nauczycielka muzyki, żona Enrico Mizzi.

## Życiorys
Ur. jako Bice Vassallo, wykształcenie muzyczne odebrała od swego ojca Paolino Vassallo. Publiczne występy rozpoczęła w 1909 r. W 1911 wystąpiła pod patronatem biskupa Malty, występowała w Operze Królewskiej w Valletcie, a później także w Conservatorio Alessandro Scarlatti i Londynie. W 1926 poślubiła Enrico Mizzi, z którym w 1927 miała syna Fortunata. W latach 40. jej mąż został deportowany do Ugandy w związku z prowłoskimi sympatiami. Po śmierci Enrico utrzymywała się z udzielanych lekcji muzyki, z czasem uzyskała też rentę po mężu.

## Upamiętnienie
W 1987, staraniem Narodowej Rady Kobiet Malty stworzono Konkurs muzyczny im. Bice Mizzi Vassalo. Imieniem Bice Mizzi nazwane zostały szkoła i ulica w Pembroke.